# Mercado de Trascorrales
El mercado de Trascorrales (''La Pescadería'') es un antiguo mercado cubierto de la ciudad asturiana de Oviedo (España), situado en la plaza homónima. Actualmente es un centro cultural municipal.

## Historia
Ubicado en la Plazuela de Trascorrales de Oviedo, constituyó el primero de los más importantes mercados de la arquitectura ferrovítrea asturiana (el primer mercado cubierto moderno de Asturias), y serviría como modelo para posteriores mercados construidos en la región (como el de Jovellanos, en Gijón). El proyecto fue llevado a cabo por Cándido González en 1862, siendo finalizadas las obras entre 1866 y 1867. La finalidad del mismo era que la ciudad tuviera un espacio donde se pudiesen tomar medidas higiénicas para la venta de pescado. Aunque en un principio no se consideraba un sitio adecuado (en la parte trasera de la Casa Consistorial) por el posible olor y ruido, el proyecto salió adelante. Originalmente, proyectado con una cubierta a dos aguas, que fue luego modificada, elevando la parte central de la misma para ubicar huecos para facilitar la ventilación y la iluminación. En cuanto al resto de la edificación, nos encontramos con un ejemplo de mercado de planta rectangular, pero con uno de sus extremos semicircular, a modo de cabecera e imitando la habitual planta basilical de la arquitectura religiosa. La peculiaridad es que la forma semicircular no coincide en anchura con la de los muros rectos, sino que es más estrecha; esto se debe a que fue colocada con la intención de adaptar mejor la construcción al espacio disponible. Los muros, por su lado, son de piedra, cosa que llama la atención en una arquitectura que se autodefine como ferrovítrea, pero que el maestro de obras defiende argumentando la facilidad de la obtención de este material en canteras cercanas a la ciudad (se utilizó piedra de las canteras del Fresno y del Naranco y mármol de Salas). Con todo, no renuncia a la utilización de los nuevos materiales en el resto de la construcción, destacándolos en el interior, en la cubierta, y en los grandes y numerosos vanos que perforan las fachadas. 
Encontramos en él un ejemplo de mercado con dos ejes entrecruzados, que dan lugar a cuatro accesos. En el interior, los puestos de compra-venta eran ubicados en los muros, casi como si de capillas laterales se tratase, quedando colocados tras la columnata que aún a día de hoy sustenta la cubierta. El espacio que delimitan dichos soportes es el mejor iluminado, pues aquí llega la luz procedente de la elevación ya mencionada de la cubierta.

### Centro cultural
El mercado cayó en desuso debido a la generalización de supermercados y concentración de la venta de pescado en otros mercados municipales. En 1992 se rehabilitó por completo el edificio. Actualmente el edificio sirve como centro de eventos, especialmente exposiciones, mercadillos y otras actividades como la Feria del Libro de Oviedo y la Bienal de Pintura al Pastel.